# Newry
Newry (in irlandese Iúr Cinn Trá, "tasso in cima alla spiaggia", in ulster scots Newrie) è una città dell'Irlanda del Nord, nel Regno Unito, la quarta city per dimensioni della nazione e l'ottava dell'isola d'Irlanda. Il fiume Clanrye, che scorre dentro la cittadina, forma il confine storico tra Armagh e Down: Newry, però, pur giacendo in entrambe, fu inclusa nell'ultima interamente dal Local Government (Ireland) Act 1898, ed è attualmente parte nel distretto di Newry e Mourne. La città dista 60 km da Belfast, cui è collegata anche da ferrovia, e 108 km da Dublino. 
Newry è, inoltre, situata nel Gap of the North, crocevia al confine con la Repubblica d'Irlanda.
Nel censimento del 2001, Newry annoverava 27 433 abitanti. 

## Storia
Fondata nel 1144 intorno a un monastero cistercense, è una delle città più antiche dell'Irlanda del Nord.
Cresciuta come market town e roccaforte, divenne un porto nel 1742 quando fu collegata al Lough Neagh con un canale. Nel marzo 2002, in concomitanza con le celebrazioni del Golden Jubilee di Elisabetta II, ha ottenuto lo status di city insieme a Lisburn. Nonostante sia la quarta città per dimensioni, non lo è tuttavia per popolazione. Newry è stata anche un importante centro di comunicazioni e commerci nella prima Irlanda a causa della sua posizione tra Belfast e Dublino, e tutt'oggi mantiene la reputazione di uno dei centri commerciali provinciali migliori dell'Irlanda del Nord. La città ha raggiunto i vertici delle città più care per quel che riguarda i prezzi delle case nel Regno Unito, dato che sono aumentati addirittura del 371% dal 1996.
Da notare che, per la posizione vicino al confine, è spesso accettato l'euro ed il 30% degli incassi è nella valuta unica europea.

## Luoghi d'interesse

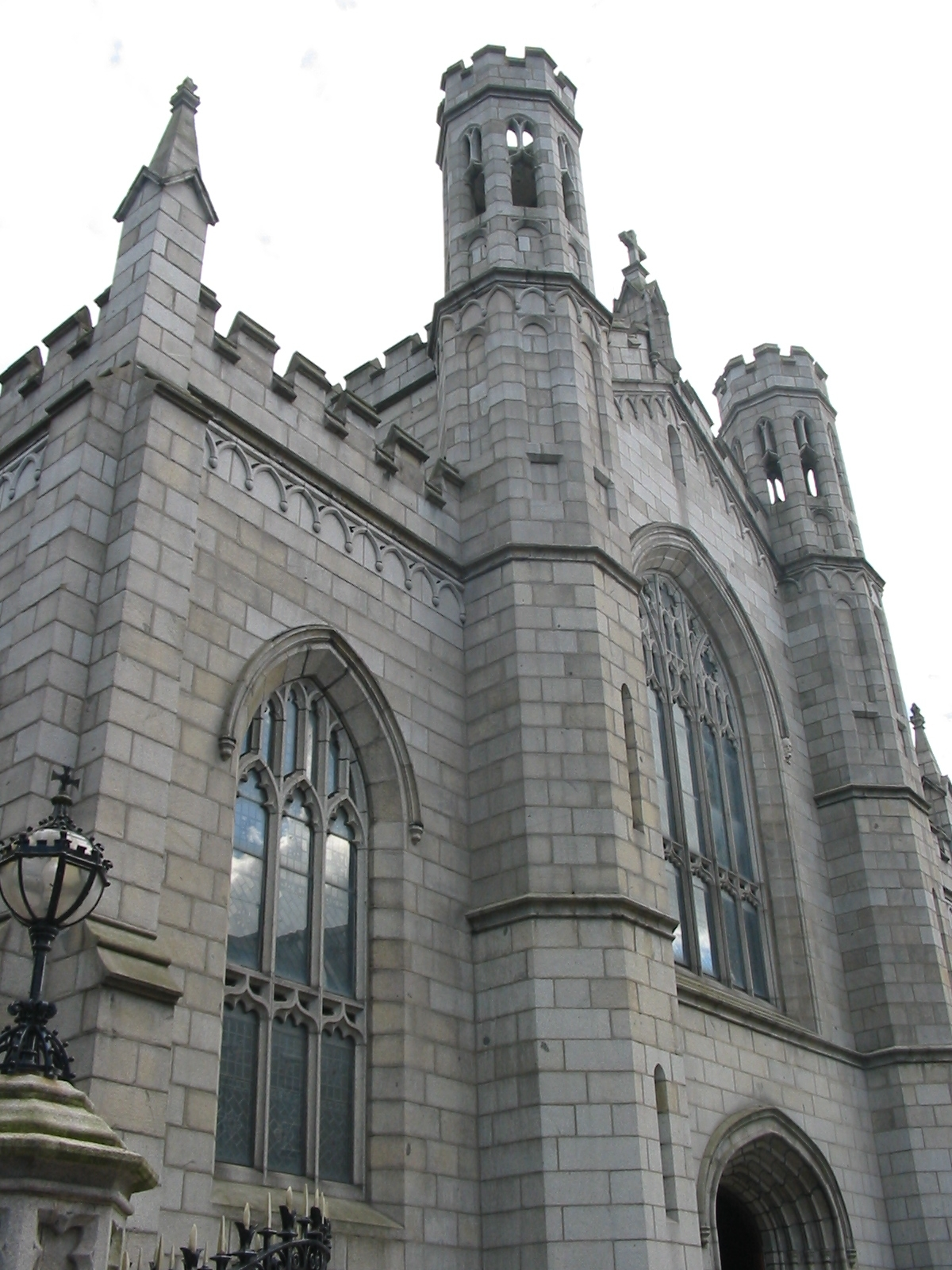
Cattedrale di Newry

La Cattedrale di San Patrizio e San Colman ad Hill Street fu costruita nel 1829 per un costo di 8000 £. La struttura, che consiste di granito locale, fu progettata e costruita da Thomas Duff, probabilmente il più famoso architetto del posto fino ad oggi. Curiosamente, Thomas Duff ha anche progettato la Cattedrale di Dundalk, una cittadina dell'Eire poco oltre il confine nella Contea di Louth e si dice che abbia a suo tempo scambiato i progetti spedendo ai costruttori di un posto il progetto dell'altro.
Il municipio è notevole per essere stato costruito sul fiume Clanrye che da confine tra le contee di Down ed Armagh. Solitamente un edificio del genere viene costruito per festeggiare il ricevimento dello status di city.
La città ospita inoltre un museo ed un centro artistico che hanno ospitato negli ultimi anni numerose gallerie.
St Patrick's (Church of Ireland, 1578), che domina il centro cittadino da Church Street, nella parte orientale della città, è considerata la prima chiesa Protestante d'Irlanda.
Craigmore Viaduct, ponte poco a nord della città all'interno delle linee ferroviarie principali nordirlandesi.
Il ponte fu disegnato e progettato da John O'Neill e la costruzione iniziò nel 1849, mentre l'apertura ufficiale avvenne nel 1852: consiste di 18 arcate, con la più alta di 126 piedi, che lo rendono il più alto viadotto d'Irlanda. È lungo quasi un chilometro e fu costruito in granito locale.
L'Enterprise Train che collega Belfast a Dublino attraversa proprio il ponte.